# Agon (balletto)
Agon è un balletto in un atto su musica di Igor' Fëdorovič Stravinskij e coreografia di George Balanchine scritto fra il 1953 e il 1957. 

## Storia
Dopo dieci anni dall'ultimo balletto Orpheus del 1947, Stravinskij torna ad impegnarsi con un lavoro coreografico su richiesta dell'impresario Lincoln Kirstein per il New York City Ballet. L'opera, a cui il musicista iniziò a lavorare già dal dicembre 1953, non costituisce un terzo elemento di una ipotetica trilogia con Apollon Musagète e Orpheus; in effetti Agon non richiama nessun argomento mitologico. Il titolo indica semplicemente una competizione coreografica, senza soggetto e senza scene, astratta, interpretata da otto danzatrici e quattro danzatori senza costumi di scena con semplice abbigliamento da studio. Nel dicembre 1953 Stravinskij iniziò a scrivere il brano di apertura, la Fanfara, e il Doppio passo a quattro; il lavoro venne però presto interrotto per comporre In memoriam Dylan Thomas e il Canticum Sacrum per essere poi ripreso nel 1956 e terminato il 27 aprile 1957. La prima esecuzione in forma di concerto avvenne il 17 giugno 1957 a Los Angeles al Philharmonic Auditorium in occasione dei 75 anni del compositore; la prima rappresentazione teatrale fu invece a New York il primo dicembre 1957 con il New York City Ballet e la direzione di Robert Craft.
La critica musicale dell'epoca rimase piuttosto sconcertata da questa realizzazione totalmente astratta, il cui titolo, che significa esattamente "combattimento" o "competizione", non rivelava poi nessun intreccio o intrigo essendo la coreografia semplice realizzazione visuale della musica.

## Struttura
Stravinskij stesso ebbe l'idea originaria del balletto, realizzando una suite di danze ispirata alla Francia del XVI e XVII secolo. La partitura comprende 15 brani di cui il Preludio e due Interludi sono esclusivamente musicali. I quattro gruppi di esecuzioni danzate vengono ad essere così ben rimarcati. Sarabandes, Gaillards e Bransles trovano delle nuove forme coreografiche nel genio di Balanchine e nella creatività di Stravinskij. Il balletto si sviluppa in tre parti indicate solo dalla musica che è eseguita senza interruzioni; i ballerini si cimentano in una serie di danze che impegnano i diversi gruppi, dall'assolo ad un triplo pas de quatre che li riunisce tutti e dodici. Il compositore diede precise indicazione sullo svolgimento del balletto sottolineando passo a passo tutta la struttura del lavoro:
- Parte prima
- A. Passo a quattro (quattro ballerini avanzano col dorso rivolto al pubblico)
- B. Doppio passo a quattro (otto ballerine)
- C. Triplo passo a quattro (otto ballerine e otto ballerini). Coda.

- Parte seconda
- Preludio (solo orchestra)
- A.Primo passo a tre (un ballerino e due ballerine)
- 1.Sarabanda (ballerino da solo)
- 2.Gagliarda (le due ballerine)
- 3.Coda (i tre insieme)
- Interludio (solo orchestra)
- B.Secondo passo a tre (una ballerina e due ballerini)
- 1.Bransle semplice (due ballerini)
- 2.Bransle gaio (ballerina da sola)
- 3.Bransle doppio del Poitou (due ballerini e una ballerina)
- Interludio (solo orchestra)
- C. Passo a due
- 1.Adagio (un ballerino e una ballerina)
- 2.Variazione (un ballerino)
- 3.Variazione (una ballerina)
- 4.Refrain (un ballerino)
- 5.Coda (un ballerino e una ballerina)
- Parte terza
- A. Alla stretta (solo archi, ottoni, pianoforte, batteria)
- B. Danza dei quattro. Duo (quattro coppie di ballerini)
- C. Danza dei quattro. Trio (solo archi e ottoni, quattro coppie di ballerini)
- D. Coda dei tre quartetti (solo archi e ottoni, tutti i danzatori). Le ballerine escono di scena ed i ballerini si posizionano di nuovo col dorso rivolto al pubblico.

## Musica
Dopo The Rake's Progress del 1951 Stravinskij si avvicinò gradualmente alla tecnica dodecafonica; in Agon sono infatti impiegati i modi di struttura appartenenti al sistema seriale, tuttavia rimane un sottile legame con le opere del periodo neoclassico: episodi tonali e modali si alternano con altri prettamente dodecafonici, come se Stravinskij non volesse rinnegare completamente il suo passato. La Fanfara iniziale si apre in un clima nettamente modale e verrà ripresa alla fine quasi ad incoronare tutta l'opera.

## Organico orchestrale
Tre flauti, due oboi, corno inglese, due clarinetti, clarinetto basso, due fagotti, controfagotto, quattro corni, quattro trombe, tre tromboni, timpani, xilofono, castagnette, tre tom-tom, arpa, mandolino, pianoforte, archi.

## Altre versioni coreografiche
Tatiana Gsovsky, maggio 1958, Berlino, Deutsche Oper
Kenneth MacMillan, agosto 1958, Londra, Covent Garden
Eske Holm, gennaio 1967, Copenaghen, Teatro Reale dell'Opera